# Arion ater

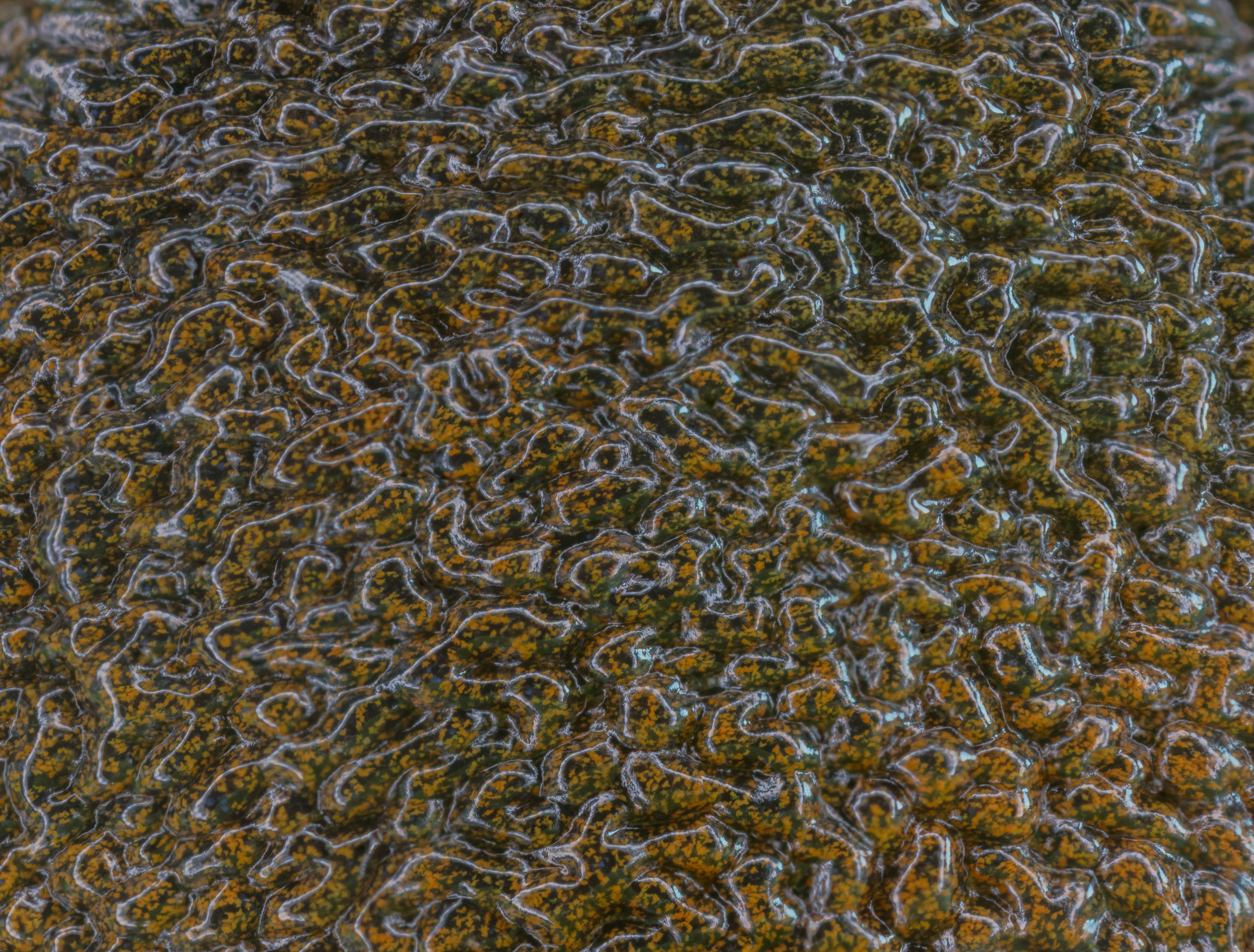
Detalle de su piel viscosa.

La babosa común (Arion ater) es una especie de molusco gasterópodo de la familia Arionidae. No se reconocen subespecies.

## Descripción
La babosa común suele ser de color negro profundo, raramente pardo oscuro. Los ejemplares inmaduros son generalmente de color marfil con la cabeza negra. Puede llegar a medir estirada entre 10 y 13 cm de longitud.

## Distribución y hábitat
Es propia del norte de Europa y el Pacífico noroccidental. Se encuentra preferentemente en zonas húmedas, principalmente bosques.

## Comportamiento
Es de hábitos fundamentalmente nocturnos, y cuando está activa, pasa la mayor parte del tiempo alimentándose, principalmente de plantas y hongos, y en menor medida de gusanos, insectos y materia vegetal en descomposición.
Es hermafrodita. Pone de 20 a 50 huevos habitualmente en grietas del suelo o de madera en descomposición, eclosionando en unas seis semanas.